# Chone longiseta
Chone longiseta är en ringmaskart som beskrevs av Giangrande 1992. Chone longiseta ingår i släktet Chone och familjen Sabellidae. Inga underarter finns listade i Catalogue of Life.